# 라이니스

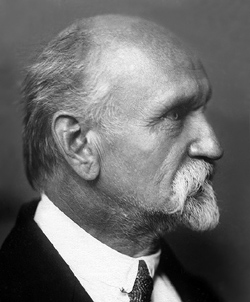

라이니스/야니스 필리엑샨스(라트비아어: Rainis/Jānis Pliekšāns, 1865년 10월 11일 - 1929년 10월 12일)는 라트비아 작가이자 시인, 번역가, 정치인이다. 리가에서 태어났다.

## 작품
희극 《불과 밤》 《리가의 마녀》, 시 《아베스오루》, 시극 《바람아 불어라》 등이 있다.